# Кузоватово (село)
Кузоватово — село в Коромысловском сельском поселении Кузоватовского района Ульяновской области. 

## География
Находится на расстоянии примерно 3 километров по прямой на запад от районного центра поселка Кузоватово.

## История
Село Кузоватово основано в 1660 году.
В 1780 году, при создании Симбирского наместничества, село входило в состав Канадейского уезда.
С 1796 года в Сызранском уезде Симбирская губерния.
С 1851 года в составе 3-го стана Сенгилеевского уезда Симбирской губернии.
В 1859 году село входило в состав 3-го стана Сенгилеевский уезд Симбирская губерния.
В 1861 году село Кузоватово стало волостным центром.
В 1897 году село входило в состав 2-го стана Кузоватовской волости Сенгилеевского уезда Симбирской губернии.
По величайшему указу царя Николая II от 24 февраля 1897 года начинает строиться железная дорога Сызрань- Рузаевка, в 1898 году провели железную дорогу в конце села, а разъезд был назван по селу «Кузоватово», ныне р.п. Кузоватово.
Первая церковь в селе была построена в XVIII веке, но сведений нет. В 1879 году прихожанами построен деревянный храм, а колокольня — в 1880 г. Престолов в нём три: главный — во имя Святителя и Чудотворца Николая и в приделах: в правом — в честь Успения Божией Матери и в левом — во имя свв. безсребренников и чудотворцев Космы и Дамиана.
В 1900 году прихожан в с. Кузоватове (народ - морд.; волост. правл.) в 502 дворах жило: 1929 м. и 1912 ж. Церк.- приход. попечительство существует с 1874 г. Школ три: а) мужская второклассная церковно-приходская (с 1897 г.), помещается в собственном здании; б) мужская земская и в) женская школа грамоты (с 1894 г.), помещается в церковной сторожке.
В 1913 г. в селе было дворов 747, жителей 3960 и церковь с  4 школами. В 1934 году в Успенской церкви служил Иринарх (Павлов).
В 1990-е  годы  работал СПК «Кузоватовский».

## Население
Население составляло: 1448 человек в 2002 году (35% русские, 62% мордва), 168 по переписи 2010 года.